# Nosemose
Die Nosemose (auch Nosemosis, Nosematose, Nosema, Frühjahrsschwindsucht, Darmseuche) ist eine durch die intrazellulär-parasitär agierenden Kleinsporentierchen (Microspora) Nosema apis oder Nosema ceranae verursachte Erkrankung bei Honigbienen. Die Nosemose ist die häufigste Krankheit bei erwachsenen Bienen und hochansteckend. Nach neuesten Erkenntnissen durch mehrere aktuelle Studien aus den USA und Frankreich erkranken mit Pestiziden belastete Honigbienen eher an Nosemose.

## Erreger
Bis vor kurzem galt Nosema apis als einziger Erreger der Nosemose bei der westlichen Honigbiene. Nosema apis, erstmals 1909 von Enoch Zander beschrieben, ist ein einzelliger Parasit aus der Abteilung der Mikrosporidien (Microsporidia), das sind Kleinsporentierchen, die meist zu den Pilzen gerechnet werden. Das Ruhestadium von Nosema apis ist eine langlebige Spore, die in sauberem, 4 °C kaltem Wasser bis zu sieben und im Bienenkot rund zwei Jahre überdauern kann, während sie in bakterienhaltigem Wasser, toten Bienen oder bei Austrocknung schneller abstirbt. Bei Temperaturen von 33 °C sind die Sporen etwa 21 Tage lebensfähig.
1996 wurde in Asien ein ähnliches Mikrosporidium als Parasit der östlichen Honigbiene (Apis cerana) entdeckt, das folgerichtig als Nosema ceranae bezeichnet wird. Über die Symptome und den Krankheitsverlauf bei der asiatischen Honigbiene ist bis heute jedoch nur wenig bekannt.
Chinesische Forscher (Huang u. a. 2005) fanden Nosema ceranae im Frühjahr 2005 auf Taiwan erstmals auch auf der westlichen Honigbiene (Apis mellifera). Kurz darauf berichteten spanische Bienenwissenschaftler (Higes u. a.), dass der neue Erreger 2005 auch in Spanien entdeckt worden ist und nach ihren Erkenntnissen eine deutlich höhere Virulenz als die westliche Variante besitzt. Die durch Nosema ceranae verursachte Nosemose bei westlichen Honigbienen in Spanien ist mit einem vom bisher typischen Befund abweichenden, schwereren Erkrankungsbild verbunden (ungewöhnlich schwere Darmschädigungen bei den Bienen, kein Durchfall, bevorzugter Befall älterer Sammelbienen, die fernab der Behausungen sterben, und dadurch bedingtes „Leerfliegen“ und Kollabieren der Bienenvölker). Beobachtet wurde ferner eine binnen weniger Jahre sehr stark vermehrte Ausbreitung der Nosemose und ihr Auftreten zu bisher ungewöhnlichen Jahreszeiten (ganzjährig), was offenbar auf die höhere Widerstandsfähigkeit von Nosema ceranae zurückzuführen ist. Vermutet wird daher auch eine höhere Reinfektionsrate der Bienenvölker, da der Erreger in der Außenumwelt länger überlebt.
Beide Erregertypen lassen sich mit den bisher üblichen Routineuntersuchungen nicht unterscheiden, sondern nur mithilfe molekulargenetischer Methoden (PCR) auseinanderhalten.
Als besorgniserregend sehen die Forscher den Umstand an, dass sich Nosema ceranae in Spanien offenbar gegen Nosema apis durchgesetzt hat (es wurden fast nur noch östliche Exemplare gefunden). Sie bringen das Auftauchen dieses Erregers daher mit dem in Spanien seit Herbst 2004 beobachteten massiven Bienensterben in Zusammenhang. Sie vermuten, dass sich auch in anderen europäischen Ländern ein ähnlicher Befund stellen ließe, da auch aus Frankreich (seit Ende der 90er Jahre) und Deutschland (2002/2003) von vermehrten und bislang nicht schlüssig aufgeklärten Völkerverlusten berichtet wird.
Bei ersten Stichproben deutscher Referenzlabore im Winter 2005/2006 wurde der neue Erregertyp auch in Deutschland in acht von zehn untersuchten Bienenständen nachgewiesen (CVUA Freiburg), wobei die Verteilung von Bundesland zu Bundesland schwankt. Die Bienen mit dem klassischen Erreger Nosema apis kamen aus Thüringen und Bayern, während Nosema ceranae in Baden-Württemberg, Bayern und Nordrhein-Westfalen gefunden wurde. Mittlerweile wird auch aus der Schweiz (Juli 2006) und aus mehreren Regionen Italiens (September 2006) von Nosema-ceranae-Funden bei von erhöhter Sterblichkeit betroffenen Bienenvölkern berichtet (s. auch Colony Collapse Disorder).
Die deutschen Wissenschaftler (Ritter, CVUA Freiburg) fragten sich 2006 noch, ob der „östliche“ Erreger (die Herkunft ist ungeklärt) nicht schon länger in Europa präsent sein könnte und bisher nur nicht von Nosema apis. unterschieden wurde. Möglicherweise seien die aktuellen Krankheitsverläufe beim Anstieg eines Nosema-Befalls deshalb extremer, weil die Völker durch die Varroamilbe und andere Faktoren insgesamt geschwächt und daher anfälliger sind. Es gebe allerdings auch in Deutschland tatsächlich Anzeichen dafür, dass sich der Verlauf der Nosemose verändert hat und die Krankheit nun im Gegensatz zur klassischen Form während des ganzen Jahres auftritt.
Die Untersuchung von 131, in der Mehrzahl klinisch auffälligen Bienenvölkern aus Bayern im Rahmen einer Dissertation (Zohni, Juli 2006) stützt die These einer ursächlichen Beteiligung von Bienenviren, die durch Arthropoden (etwa die Varroamilbe) übertragen werden, an den periodisch auftretenden Massenverlusten. Da nur vergleichsweise wenige dieser Völker mit Mikrosporidien belastet waren (in 14,5 % der Fälle wurde ein Nachweis von Mikrosporidiensporen erbracht, jeweils die Hälfte dieser Funde war auf Nosema apis bzw. Nosema ceranae zurückzuführen), konnte eine Korrelation zwischen Mikrosporidienbefall und Virusinfektion dagegen nicht festgestellt werden. Die Frage, ob das Völkersterben eher auf die „neue“ Varietät der Nosema, die (möglicherweise) eine höhere Pathogenität besitzt, oder auf mit dem Varroa-Befall verbundene Virosen zurückzuführen ist, wird daher unter Wissenschaftlern und Imkern international weiter kontrovers diskutiert.
Eine Peer-Review-Studie von Klee u. a. (2007), in der Nosema-Proben älteren und neueren Datums aus der ganzen Welt ausgewertet wurden, zeigte nun jedenfalls, dass der neu entdeckte Erreger im letzten Jahrzehnt offenbar tatsächlich einen Wirtswechsel von Apis cerana auf Apis mellifera vollzogen und sich bemerkenswert schnell verbreitet hat. An der westlichen Honigbiene ist er heute in Nord- und Südamerika, in der Karibik sowie quer durch Europa und Asien zu finden. Lediglich auf den Inseln Irland und Neuseeland ließ sich nur Nosema apis nachweisen. Um eine umfassendere Aussage treffen zu können, fehlen noch Proben aus Afrika, Australien und Großbritannien. Jedoch spricht der hohe Verbreitungsgrad und das Auftreten sogar auf abgeschiedenen Inseln des dänischen Archipels dafür, dass Nosema ceranae sehr bald weltweit vertreten sein wird.

## Übertragung
Die Übertragung auf andere Völker erfolgt durch kontaminierte Waben oder Gerätschaften des Imkers oder durch Räuberei und Verfliegen einzelner Bienen.
Frisch geschlüpfte Bienen sind praktisch parasitenfrei. Die Infektion der Bienen erfolgt durch Aufnahme von Sporen. Der Parasit tritt in seine vegetative Entwicklungsphase ein und besiedelt die Epithelzellen des Mitteldarms der Biene (Ventriculus). Dort kommt es zur Vergrößerung und Vermehrung und zu einem Sistieren der zelleigenen RNA-Synthese und somit zu einer schweren Schädigung des Darms. Nach etwa einer Woche ist die befallene Darmepithelzelle mit Sporen angefüllt. Sie schilfert ab und durch die Verdauungsenzyme werden die Sporen (30 bis 50 Millionen) aus der Zelle freigesetzt. Sie werden über den Kot der Biene ausgeschieden, zumeist auf Waben und innerhalb der Bienenwohnung.

## Symptome
Die Symptome der Nosemose sind relativ unspezifisch, wodurch Verwechslungen mit anderen Bienenkrankheiten entstehen können. Sie tritt zumeist im Frühjahr nach Schlechtwetterperioden auf. Am stärksten werden die Arbeiterinnen befallen, weniger die Drohnen. Da befallene Bienen kaum an der Fütterung der Bienenkönigin teilnehmen, ist diese ebenfalls seltener infiziert.
Wichtigstes Symptom ist Dysenterie („Durchfall“), die sich bei Nosema apis in gelben Kotstreifen innerhalb (auf Rähmchen und Bienenwaben, auf der Beutenwand) und außerhalb der Beute zeigt. Von Nosema apis befallene Bienen sind oft flugunfähig und krabbeln in Stocknähe umher, bis sie eingehen. Bei Nosema ceranae tritt kaum Verkotung der Beute oder des Wabenwerks auf. Befallene Bienen verlassen krabbelnd die Beute (oft mit etwas nach unten gekrümmtem Hinterleib) und sitzen (oft in kleinen Gruppen) flugunfähig apathisch auf dem Boden. Außerdem können Umfangsvermehrung des Abdomens, fehlender Stechreflex und früher Ersatz der Königin auftreten. Die Honigproduktion und Lebenserwartung der Bienen sinkt aufgrund der reduzierten Verwertung von Pollen.
Bei einer Erkrankung der Königin kommt es zu einer Degeneration ihrer Eierstöcke und ihre Eiproduktion sinkt durch Atrophie der Eizellen. Hierdurch wird im Volk ein Ersatz der Königin ausgelöst.
Das von Higes u. a. in Spanien beschriebene und mit dem Befall durch Nosema ceranae in Zusammenhang gebrachte klinische Bild weist einige Besonderheiten auf. Die bei befallenen Bienen beobachteten Veränderungen am Verdauungsapparat waren wesentlich gravierender als die von Nosema apis bekannten Schädigungen und mit besonders schweren und großräumigen Zellläsionen verbunden. Dagegen fehlten klassische Symptome wie Durchfall, Krabbler, auffälliger Totenfall in Standnähe usw. Als Grund für die anhaltende Abnahme der Bienenanzahl des Volkes wird u. a. der Befall der Flugbienen angenommen, die nicht mehr zurückkehren und weit vom Stand entfernt sterben. Hierdurch bedingt wird immer weniger Futter eingebracht, was zusammen mit den übrigen Folgen des Bienenschwundes bis zum Volkszusammenbruch führen kann.
Auch Ritter (CVUA Freiburg) berichtete 2006 von Veränderungen im Krankheitsverlauf der Nosemose, so traten im Gegensatz zur klassischen schleichenden Form Krabbler und Verluste während des ganzen Jahres auf. Im Winter starben manche Völker in kurzer Zeit ab und die Bienen lagen tot im Kasten (anders als in Spanien, wo die Beuten meist einfach bienenleer blieben). Ob diese Erscheinungen mit der neuen Form der Nosematose zusammenhängen, ließ sich zu diesem Zeitpunkt noch nicht abschließend klären. Mittlerweile wurden die spezifischen physiologischen und verhaltensbezogenen Auswirkungen eines Befalls mit Nosema ceranae auf der westlichen Honigbiene am Bienenforschungsinstitut INRA Avignon genauer untersucht.

## Nervengifte (Pestizide) verstärken Nosemose
Neuere Studien belegen eine indirekte Wirkung von Pestiziden auf das Wachstum der Krankheitserreger bei den Bienen. Wie amerikanische Forscher Anfang 2012 berichteten, haben sie Bienenvölker während dreier Brutzyklen subletalen Dosen des Neonicotinoids Imidacloprid ausgesetzt. Anschließend wurden die frischgeschlüpften Bienen dem Darmparasiten Nosema ausgesetzt. Die verwendeten Pestizid-Dosierungen lagen dabei unter dem Niveau, welches Auswirkungen auf die Langlebigkeit und das Sammelverhalten der erwachsenen Bienen verursacht. In den mit Pestiziden belasteten Völkern nahmen die Nosemose-Infektionen signifikant zu.
Ähnliche Resultate stellten französische Forscher aus Orléans im Jahre 2011 nach Versuchen mit den Pestiziden Fipronil und Thiacloprid fest. In Bezug auf Imidacloprid hatten bereits Versuche beim Bienenforschungsinstitut INRA Avignon aus dem Jahr 2009 dieses Ergebnis nahegelegt.

## Diagnose
Die Labor-Diagnose wird anhand einer lichtmikroskopischen Untersuchung von Nativpräparaten des Darms oder des zerriebenen Hinterleibs fluguntüchtiger oder anderweitig verdächtiger Bienen auf Sporen gestellt. Hierbei lassen sich die beiden Erregertypen Nosema apis und Nosema ceranae nicht oder nur sehr schwer unterscheiden (dazu bedarf es gentechnischer Untersuchungen).
Der Imker kann aber Nosema verhältnismäßig einfach diagnostizieren: Man zieht aus dem Hinterleib einer toten Biene zwischen Daumennagel und Zeigefingerkuppe den Stachelapparat und den daran hängenden Enddarm. Ist der Inhalt des Enddarms weißlich-glasig, so handelt es sich mit großer Wahrscheinlichkeit um Nosema. Eine gesunde Biene hat einen gelblich-hellbraunen Darminhalt.

## Behandlung
Die Behandlung kann mit dem Antibiotikum Fumagillin (aus Aspergillus fumigatus) erfolgen, welches die Entwicklung der Sporen im Darm verhindert. Es beseitigt jedoch nicht die Sporen selbst. Eine Desinfektion der Waben und Gebrauchsgegenstände ist empfohlen. Empfindlich sind die Sporen gegenüber Essigsäure, Formalin, Ultraschall und Gammastrahlung. Auch eine biologische Bekämpfung durch Brutablegerbildung ist möglich.
Der Internationale Verband der Bienenzüchtervereinigungen Apimondia empfiehlt die präventive Behandlung mit dem pflanzlichen Präparat Protofil.
Eine Vorbeugung ist durch Pflegemaßnahmen wie Nachelternpflege möglich.

## Nosemose bei anderen Tieren
Erreger der Gattung Nosema befallen auch andere Insekten, z. B. Nosema vespula (europäische Wespenarten), Nosema oulemae (Getreidehähnchen), Nosema trichoplusiae (Gammaeulenart Trichoplusia ni), Nosema furnacalis (Zünslerart Ostrinia furnacalis), Nosema necatrix (Eulenfalterart Mythimna unipuncta), Nosema bombycis (Seidenspinner). Die durch Nosema bombycis hervorgerufene Flecksucht (Pébrine-Krankheit) ist eine der wichtigsten parasitären Erkrankungen der Seidenraupe.
Ähnliche Erreger wie Nosema sp. können auch bei Säugetieren Krankheiten hervorrufen. In der tierärztlichen Praxis geläufig ist die früher auch als Nosematose bezeichnete Encephalitozoonose bei Kaninchen, eine Infektion des Gehirns mit dem intrazellulär-parasitären Mikrosporidium Encephalitozoon cuniculi. Die veraltete Bezeichnung Nosematose rührt daher, dass die Encephalitozoen (deren übrige Arten auch den Menschen befallen) der Gattung Nosema phylogenetisch am nächsten stehen und früher zu ihr gerechnet wurden.